# عاشیق رسول قربانی

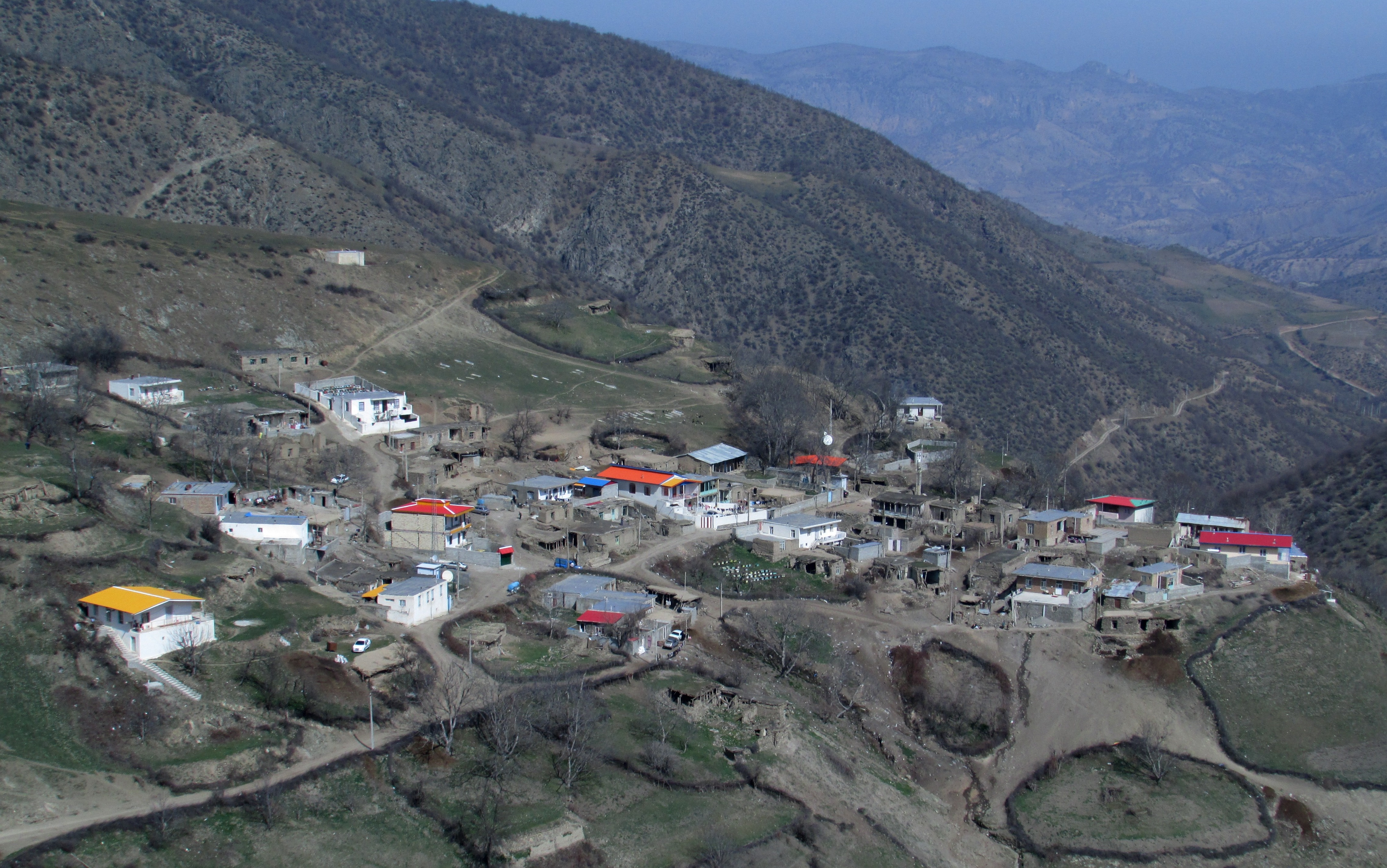
تصویری از روستای عباس‌آباد، محل تولد عاشیق رسول

عاشیق رسول قربانی که با عنوان دده در بین عاشیق‌ها شناخته می‌شود، از نام‌دارترین عاشیق‌های ایران است.
رسول قربانی در هشتم اردیبهشت سال ۱۳۱۴ در روستای عباس‌آباد منطقه قره داغ به دنیا آمد. وی فعالیت در عرصه موسیقی عاشیقی را از سال ۱۳۳۰ با شاگردی نزد عاشیق خیرالله، عاشیق حیدر، عاشیق کریم حضرتی و عزیز شهنازی آغاز کرد او از سال ۱۳۴۳ در رادیو به اجرای موسیقی پرداخت و گاهی نیز در تلویزیون تبریز آواز می‌خواند. در دوره ده ساله بعد از انقلاب اسلامی موسیقی عاشیقی، همانند دیگر موسیقی‌ها، تا حدی ممنوع شد. در سال‌های میانی دهه ۱۳۶۰، عاشیق رسول قربانی، که به سختی با پارچه فروشی زندگی می‌کرد، خواندن آوازهایی با مضامین مذهبی و انقلابی را آغاز کرد. دولت ایران بزودی به اهمیت تبلیغی این ژانر موسیقی پی برده و موسیقی عاشیقی را ترویج کرد. در نتیجه، رسول از سال ۱۳۶۴ در جشنواره‌های مختلف موسیقی محلی داخلی حضور یافته و جوایز ممتازی را دریافت کرده‌است. او همچنین در فستیوال‌های خارجی در ۱۸ کشور جهان به ویژه فرانسه، آلمان، هلند، انگلستان، ژاپن، چین، چک، اسلواکی، اتریش، استرالیا، جمهوری آذربایجان، مجارستان، یوگسلاوی و ترکیه روی صحنه رفته‌است.

## مقام هنری
در سال‌های اخیر مقام هنری رسول مورد تقدیر قرار گرفته‌است:
- زندگی عاشیق «رسول قربانی» در نشست جدید نقد و نمایش صد فیلم مستند از موسیقی دانان نواحی ایران، یکشنبه هفتم خرداد ماه ۱۳۸۵ در خانه هنرمندان ایران به نمایش درآمد.[۴]
- طی دیدار سرزده‌ای که شهردار تبریز از یک کنسرت موسیقی عاشیقی در فرهنگسرای الغدیر داشت، نشان تبریز را به عاشیق حسن اسکندری و عاشیق رسول قربانی اعطا کرد. وی با اشاره یک عمر تلاش بی‌وقفه و و سربلندانه عاشیق حسن اسکندری و عاشیق رسول قربانی گفت: این دو چهره برجسته، سخنان و آلام مردم این سرزمین را بیان کرده‌اند.[۵]
- معاونت امور هنری وزارت فرهنگ و ارشاد اسلامی، علی مرادخانی پس از مراسم اختتامیه دومین جشنواره موسیقی مقامی فجر آذربایجان که روز سه‌شنبه ۶ اسفند در تبریز برگزار شد، با عاشیق رسول قربانی دیدار کرد… او ادامه داد: «با عاشیق رسول تمام دنیا را گشته‌ایم و اگر چه او پایین صحنه و پیش از کنسرت‌هایش صحبت نمی‌کند اما روی صحنه قیامت به پا می‌کند.»[۶]
- عاشیق رسول قربانی که از چهره‌های ماندگار موسیقی ایران بود در سال ۱۳۹۳ دچار سکته قلبی شد. شهردار تبریز با اطلاع از وضع سلامت و روند درمان وی قول مساعد داد هزینه‌های درمانی وی از سوی شهرداری تبریز پرداخت شود تا وی به عرصه موسیقی بازگردد.[۷]
- عاشیق رسول قربانی از مدعوین اصلی جشنواره‌های فرهنگی در سطح استان آذربایجان شرقی بود.[۸]
- قرار است جشن بزرگدشت هشتاد سالگی رسول در فرهنگسری نیاوران برگزار شود.[۹]
- علی‌رغم سنّ بالا، عاشیق رسول صدایی پر هیمنه و کم‌نظیر دارد. ویژگی مهم صدای این عاشیق، چپ کوک بودن آن است که سبب شده‌است تا وی فواصلی را اجرا کند که در توان کمتر خواننده مرد دیگری است.[۱۰] ساخته‌های رسول، در عین سادگی کلامی، از نظر محتوی احساسی ژرف هستند:[۱۱]

| تئللی سازی قویدوم یئره |  | دیگر سازم را زمین گذشته‌ام                     |
| سوُزلریمی وئردیم یئله   |  | انگار تمام آوازهایم بر باد رفته‌اند            |
| عاشیقی دیم گوُزل ائله   |  | زمانی من عاشیق بودم برای این مردم دوست داشتنی |
| ائل ده منه ناز ائیلدی  |  | آن‌ها ناز مرا می‌کشیدند                         |
| تئللی ساز آواز ائیلدی  |  | و ساز من در پاسخ نغمه‌ها می‌نواخت               |
| …                      |  | …                                             |

- در حال حاضر مجموعه اشعار عاشیق رسول توسط خسرو سرتیپی در حال تدوین برای انتشار است.[۲]

## درگذشت
عاشیق رسول قربانی دوشنبه شب ششم مهر ۱۳۹۴ در سن هشتاد سالگی بر اثر سکته مغزی در بیمارستان امام رضا در شهر تبریز درگذشت.